# Лесоматюнинское сельское поселение
Лесоматю́нинское се́льское поселе́ние — муниципальное образование в составе Кузоватовского района Ульяновской области.
Административный центр — село Лесное Матюнино.

## Состав сельского поселения
В состав поселения входят 4 населённых пункта: 3 села и 1 посёлок.
| № | Населённый пункт  | Тип населённого пункта          | Население |
| - | ----------------- | ------------------------------- | --------- |
| 1 | Жедрино           | село                            | 45        |
| 2 | Лесное Матюнино   | село, административный центр    | 564       |
| 3 | Налейка           | посёлок железнодорожной станции | ↘650      |
| 4 | Русская Темрязань | село                            | 19        |

## История
Самое раннее упоминание о Лесоматюнинском сельском поселении относятся к середине II тысячелетия до нашей эры. Племена срубной культуры селились по берегам больших и малых рек. В данном случае люди селились на реках Темрязанка, Лисьма. Однако первые постоянные поселения здесь появились в конце 17 века. В это время возникают села Лесное Матюнино, Жедрино, Русская Темрязань. Около двухсот лет назад села окружали непроходимые, труднодоступные леса. После отмены крепостного права в селе Лесное Матюнино появились первые рабочие, которые работали на суконной фабрике. В конце 19 века - начале 20 века здесь возникают лесопильные и винокурное производство. По величайшему Указу царя Николая II от 24 февраля 1897 года начинает строиться железная дорога Сызрань - Рузаевка. Для обслуживания участка железной дороги в 1916 году появились первые дома в посёлке станция Налейка.

## Население
Численность населения
| 2010  | 2012  | 2013  | 2014  | 2015  | 2016  | 2017  |
| ----- | ----- | ----- | ----- | ----- | ----- | ----- |
| 1476  | ↘1423 | ↘1401 | ↘1354 | ↘1328 | ↘1323 | ↘1315 |
| 2018  | 2019  | 2020  | 2021  |       |       |       |
| ↘1274 | ↘1239 | ↘1231 | ↗1271 |       |       |       |

Национальный состав
- Русские - 94,5%
- Мордва -    2,5%
- Татары -     1%
- Чуваши -    1%
- Другие -     1%

Половозрастной состав населения
- Мужчины - 686 человек или 43%
- Женщины - 900 человек или 57%
- Моложе трудоспособного возраста -  15,6 %
- Трудоспособного возраста - 29 %
- Старше трудоспособного возраста -  55,4%